# Guillaume Ier des Baux-Orange
Guillaume Ier des Baux  (c.1176-1218),  est prince d'Orange et vice-roi du Royaume d'Arles ; il appartient à une grande famille de la noblesse provençale des Baux.

## Biographie
Guillaume est le fils de Bertrand des Baux, et de Thiberge de Sarenom, tous deux poètes et troubadours. En 1215 (ou 1214), à Metz quand Frédéric II souhaite affirmer son pouvoir en Provence, Guillaume reçoit le Royaume d'Arles et de Bourgogne ce qui signifie probablement la vice-royauté de ce royaume. Opportuniste, il soutient le pape et la croisade de Simon de Montfort contre son rival le comte de Toulouse et marquis de Provence Raymond VI, mais fait prisonnier par les Avignonnais, les fidèles alliés de Raymond, il connaît une mort malheureuse en étant égorgé ou, selon d'autres sources, écorché vif et découpé en morceaux.
À la suite de ce terrible sort, le pape, Honorius III publie une bulle le 30 juillet 1218, demandant une croisade pour venger la mort de Guillaume des Baux, prince d'Orange, très illustre et pieux personnage assassiné par les Avignonais.